# Hiša sedmih smrti
Hiša sedmih smrti (portugalsko Casa das Sete Mortes) ali hiša sedmih nožev (portugalsko Casa das Sete Facadas) je zgodovinska rezidenca v Salvadorju, Bahia, Brazilija. Zgrajena je bila v zgodnjih 17. stoletjih in stoji v zgodovinskem središču Salvadorja. Hiša je poimenovana po umoru štirih posameznikov v rezidenci leta 1755, čeprav vključuje oznako 'sedem'. Hiša sedmih smrti zdaj deluje kot šola in jo je Inštitut za nacionalno zgodovinsko in umetniško dediščino (IPHAN) leta 1943 uvrstil med zgodovinske zgradbe.

## Lokacija
Hiša sedmih smrti stoji v soseski Santo Antônio Além do Carmo, na ovinku ulice Rua do Passo, ki teče proti severu do cerkve in samostana Marije Karmelske (Igreja e Convento de Nossa Senhora do Carmo). To in vsi njeni sosednji objekti so tesno poravnani z ulico. Z ulice je viden le majhen del hiše, preostanek pa zakrivajo sosednje hiše. Zdaj je del zgodovinskega središča Salvadorja in nedaleč stran od številnih drugih navedenih zgodovinskih objektov.

## Zgodovina
Hiša je bila zgrajena v 17. stoletju za stanovanjsko uporabo. Njen graditelj ni znan. Prvi zabeleženi lastnik hiše je bil oče Manuel de Almeida, ki je bil lastnik rezidence v 18. stoletju do svoje smrti zaradi umora leta 1755. V incidentu so bili do smrti zabodeni štirje ljudje: oče Manuel de Almeida, dva zasužnjena človeka in osvobojeni delavec. Incident je zabeležen v zapisih prizivnega sodišča Bahie, ki ostajajo v javnem arhivu Bahie. Morilca niso nikoli odkrili, stavba se imenuje Hiša sedmih smrti, kljub temu, da je prizivno sodišče zabeležilo samo štiri.
Dona Catarina de Senna da Silva Marinho je postala lastnica posesti leta 1795. V 19. stoletju je lastnik postal Joaquim Esteves dos Santos in z njegovo smrtjo leta 1881 je posest prešla na njegove dediče. Kasneje so jo leta 1936 podarili Casa Pia in College of the Orphans of Saint Joachim. Hiša ostaja v lasti Casa Pia in je bila spremenjena v šolo. Obnovljena je bila leta 2010 pod vodstvom arhitekta Adolfa Roriza.

## Arhitektura
Hiša je mešanica portugalske, španske in mavrske arhitekture. Zgrajena je okoli dvorišča z galerijami, ki omogočajo prezračevanje hiše. Ima dve etaži in mansardo. Njena zunanja konstrukcija je zidana, glavna fasada pa je prekrita z azulejo ploščicami, izdelanimi na Portugalskem v 19. stoletju. Podobne azuleje na zunanjosti rezidence lahko najdete v Casa de Azulejo v soseski Saúde. V prvem nadstropju so trije portali, zgoraj pa štiri okna v slogu Done Marije I. z okraski in balkoni. Preddverje je obloženo z angleškimi ploščicami iz 19. stoletja.
Notranje dvorišče je obloženo s ploščicami iz 17. stoletja in marmornimi tlemi. Nekaj plošč azulejo je ostalo skupaj z robovi. Hiša je imela kopališče, ki se je odpiralo na notranje dvorišče. Vsebovala je kopalno kad z intarziranimi fragmenti školjk.

## Status zaščite
Hišo sedmih smrti je Zavod za zgodovinsko in umetnostno dediščino RS leta 1943 pod napisno številko 283 uvrstil med zgodovinske objekte.